# 곡성 단군전
곡성 단군전 (谷城 檀君殿)는 대한민국 전라남도 곡성군 곡성읍에 있는 일제강점기에 만들어진 단군왕검의 영정을 봉안한 사당이다. 2005년 12월 9일 대한민국의 국가등록문화재 제228호로 지정되었다.

## 지정 사유
3.1운동 당시 곡성에서 만세를 주도했던 백당 신태윤 선생(1885~1961)이 1931년에 후학들의 독립의식 고취를 위하여 지은 건물로 선생의 3.1만세운동의 활동근거지로서의 역사적 가치와 민족정기를 기리기 위한 건물이라는 점에서 가치가 있다.

## 같이 보기
- 단군

## 참고 자료
- 곡성 단군전 - 국가유산청 국가유산포털